# Edificio El Águila

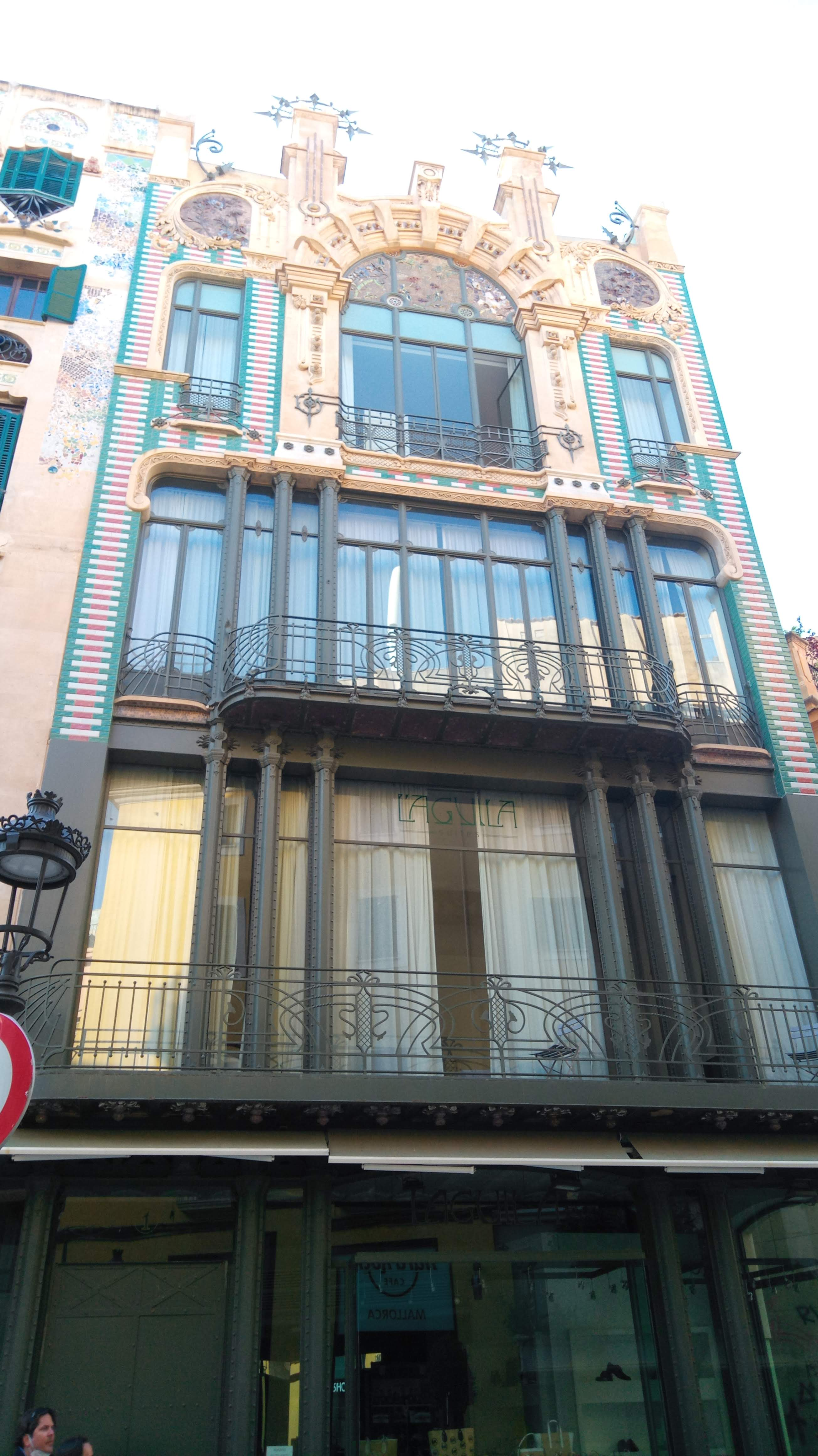
Edificio El Águila.

El Edificio El Águila es un edificio modernista, situado en la Calle Colom de Palma de Mallorca, capital de las Islas Baleares, en España. Fue construido en 1908 por el arquitecto Gaspar Bennazar.
La estructura consta de cuatro plantas. En la fachada hay balcones con barandillas de hierro ondulado que dan un gran dinamismo, cerámicas policromas y una profusa decoración floral y vegetal según la técnica modernista del arte nuevo. Destaca el conjunto de un arco de medio punto decorativo.
El edificio del Águila tiene por objetivo lograr el máximo aprovechamiento del espacio y una buena iluminación natural al interior. La solución adoptada consiste en utilizar nuevos elementos constructivos, en este caso el hierro. También expuesto como recurso decorativo. Las columnas de hierro hacen de pesado menaje y permitieron la instalación de grandes vidrieras para obtener una mayor iluminación.